# مستقبل ن-مثيل-د-أسبارتات

ن-مثيل-د-حمض الأسبارتيك

حمض الغلوتاميك

مستقبل ن-مثيل-د-أسبارتات (بالإنجليزية: N-methyl-D-aspartate receptor)، اختصاره «مستقبل إن إم دي إيه» أو «إن إم دي إيه آر»، مستقبل غلوتامات وقناة شاردية توجد في الخلايا العصبية. يمثل هذا المستقبل أحد الأنواع الثلاثة من مستقبلات الغلوتامات المؤثرة في التقلص العضلي، والنوعان الآخران هما «إيه إم بي إيه» ومستقبلات الكاينات.
تتشكل الربيطة من الغلوتامات والغليسين (أو دي سيرين) اعتمادًا على مكونات الوحدات الفرعية، ولا يكفي الاتصال بين الربائط عادةً لفتح القنوات الشاردية إذا كانت مغلقةً بشوارد المغنزيوم. تتحرر هذه الشوارد فقط عند إزالة الاستقطاب الكافي للخلية العصبية، وهكذا تؤدي القناة دور «محدد تزامن»، إذ لا تفتح سوى عند اجتماع هذين الشرطين، وبالتالي تسمح للشوارد المشحونة إيجابًا (الكاتيونات) بالانتقال عبر الغشاء الخلوي. من المعتقد أن مستقبل ن-مثيل-د-أسبارتات يؤدي دورًا مهمًا في التحكم باللدونة المشبكية ويتواسط عمل وظائف الذاكرة والتعلم.
يعد هذا المركب مستقبلًا أيونوتروبيًا، أي أنه بروتين يسمح بعبور الشوارد عبر الغشاء الخلوي. سمي المستقبل بهذا الاسم لأن الجزيء الناهض ن-مثيل-د-أسبارتات يرتبط انتقائيًا به دونًا عن مستقبلات الغلوتامات الأخرى.
تفتح القنوات الشاردية غير الانتقائية للشوارد الإيجابية نتيجة تنشيط مستقبلات ن-مثيل-د-أسبارتات بمحصلة جهد اعتكاس تقارب 0 ميلي ڤولط. يتحدد فتح وإغلاق القنوات الشاردية باتصال الربيطة في المقام الأول، بينما يعتمد جريان التيار عبرها على الجهد الكهربائي. ترتبط شوارد الزنك والمغنزيوم خارج الخلوية مع مواقع نوعية على المستقبل، مانعةً بذلك مرور بقية الشوارد الإيجابية عبر القناة الشاردية المفتوحة. تزيح إزالة استقطاب الخلية شوارد الزنك والمغنزيوم وتطردها من المسام الغشائية، وهذا يسمح بجريان شوارد الصوديوم والكالسيوم إلى داخل الخلية والبوتاسيوم إلى خارجها اعتمادًا على الجهد الكهربائي. من المعتقد أن تدفق شوارد الكالسيوم عبر مستقبلات ن-مثيل-د-أسبارتات عامل حساس في اللدونة المشبكية بسبب البروتينات التي ترتبط وتتفعل بشوارد الكالسيوم، وهي آلية خلوية للتعلم والذاكرة.
تتأثر فعالية هذا المستقبل بالعديد من الأدوية نفسية المفعول مثل الفينسيكليدين (ب سي ب) والكحول (إيثانول) وديكستروميثورفان (دي إكس إم). يعود التأثير المخدر والمسكن للأدوية مثل الكيتامين وأكسيد النيتروس جزئيًا لتأثيرها على فعالية مستقبل ن-مثيل-د-أسبارتات. يزيد التفعيل المفرط لهذا المستقبل من تراكيز الكالسيوم والزنك في العصارة الخلوية، ما يساهم إلى حد كبير في الموت العصبي. وُجد أن مركبات الكانابينويد تمنع هذه العملية، وذلك يتطلب تدخل بروتين «إتش آي إن تي 1» ليبطل التأثير السمي الناجم عن إنتاج أحادي أكسيد النيتروجين وإطلاق الزنك المتواسط بمستقبل ن-مثيل-د-أسبارتات من خلال تفعيل مستقبل كانابينويد نوع 1 (سي بي 1). يثبط الكانابينويد أيضًا السمية العصبية المحرضة بالميثامفيتامين (الميث) عبر تثبيط التعبير عن مخلّقات أكسيد النتريك وتفعيل الخلايا النجمية، ويبدو أنه ينقص تلف الدماغ الناجم عن الميثامفيتامين من خلال آليات معتمدة على مستقبل كانابينويد نوع 1 وغيرها. يحدث تثبيط الدباق النجمي المحرض بالميثامفيتامين عبر آليات معتمدة على مستقبل كانابينويد نوع 2 الخاص برباعي هيدرو كانابينول. صُنف الميمانتين منذ عام 1989 ضمن المناهضات غير التنافسية لمستقبل ن-مثيل-د-أسبارتات، إذ يدخل قناة المستقبل بعد تفعيلها ليمنع عبور الشوارد.
يسبب التفعيل المفرط للمستقبل تدفقًا مفرطًا للكالسيوم، وهذا يقود إلى تحفيز زائد يُفترض أنه يشترك في بعض الاضطرابات العصبية التنكسية، لذلك يكون حصر هذه المستقبلات نظريًا مفيدًا في علاج هذه الأمراض. يشارك قصور مستقبلات ن-مثيل-د-أسبارتات (نتيجة عوز الجلوتاثيون أو لأسباب أخرى) في اعتلال اللدونة المشبكية، وقد تحدث تداعيات سلبية أخرى. 
تكمن المشكلة الأساسية في استخدام مناهضات مستقبل ن-مثيل-د-أسبارتات للحماية العصبية في أهمية التأثيرات الفسيولوجية للمستقبل لأداء الوظيفة العصبية الطبيعية. تحتاج مناهضات مستقبلات ن-مثيل-د-أسبارتات لحجب التفعيل الزائد دون التداخل مع الوظائف الطبيعية لتكون فعالةً سريريًا، ويمتلك الميمانتين هذه الخاصية.

## التاريخ
تلا اكتشاف مستقبلات إن إم دي إيه اصطناع حمض ن-مثيل-د-أسبارتات ودراسته في ستينيات القرن العشرين على يدي جيف واتكنز وزملائه. ثبت تدخل هذه المستقبلات في سبل مشبكية مركزية عديدة في بداية ثمانينيات القرن العشرين.
اكتُشفت انتقائية الوحدات الفرعية للمستقبل في بداية التسعينيات، وهذا أدى إلى التعرف على صنف جديد من المكونات التي تثبط الوحدة الفرعية «ن آر 2 بي» انتقائيًا. قادت هذه الاكتشافات إلى انطلاق حملة نشطة في قطاع الصناعات الدوائية. ربط هذا الاستنتاج بين المستقبلات واضطرابات عصبية متنوعة مثل الصرع وداء باركنسون وألزهايمر وداء هانتنغتون وغيرها من الاضطرابات العصبية المركزية.
في عام 2002، اكتشف هيلمر بادنغ ومساعدوه أن النواتج الخلوية لتحريض مستقبلات إن إم دي إيه تعتمد على موقع المستقبل على سطح الخلية العصبية. تحفز المستقبلات المتوضعة على المشابك الخلوية التعبير الجيني والأحداث المرتبطة باللدونة والحماية العصبية المكتسبة. تحفز المستقبلات خارج المشبكية إشارات الموت الخلوي: إذ تسبب توقف الانتساخ الخلوي وتعطيل المتقدرات والانحلال البنيوي. يمثل هذا الثلاثي المرضي لإشارات مستقبلات إن إم دي إيه نقطة تحول مشترك في الآلية المرضية لعدة أمراض عصبية تنكسية حادة ومزمنة.
كشف هيلمر بادنغ ومساعدوه الأساس الجزيئي لتأشير المستقبلات خارج المشبكية عام 2020. تشكل المستقبلات خارج الخلوية مع الميلاستاتين 4 (تي آر بّي إم 4) معقد تأشير موت خلوي، بينما تعيق مثبطات الوصل بين المركبين (المعروفة بمثبطات السطح البيني) تشكيل المعقد وتزيل سمية المستقبلات خارج المشبكية.
في عام 1968، اكتُشف صدفةً أن الأمانتيدين يؤدي إلى هجوع ملحوظ في أعراض باركنسون عندما تناولته إحدى النساء المصابات لعلاج الإنفلونزا وأبدى تحسنًا واضحًا في أعراضها. كان هذا الاكتشاف الذي أبلغ عنه سكاواب وآخرون بداية أبحاث الكيمياء الدوائية لمشتقات مركب أدامانتان في سياق علاج الأدواء المؤثرة على الجملة العصبية المركزية. كان الميمانتين، وهو أحد مشتقات الأدامانتان، يُصنع في شركة إيلي ليلي وشركائه عام 1963 بهدف تطوير دواء لانخفاض سكر الدم، لكنه لم يظهر أي فعالية في ذلك. لم تُكتشف الأهمية العلاجية للميمانتين في علاج الأمراض العصبية التنكسية حتى عام 1972، وصُنف الميمانتين عام 1989 ضمن مناهضات مستقبل إن إم دي إيه.